# Apparecchio di Kipp

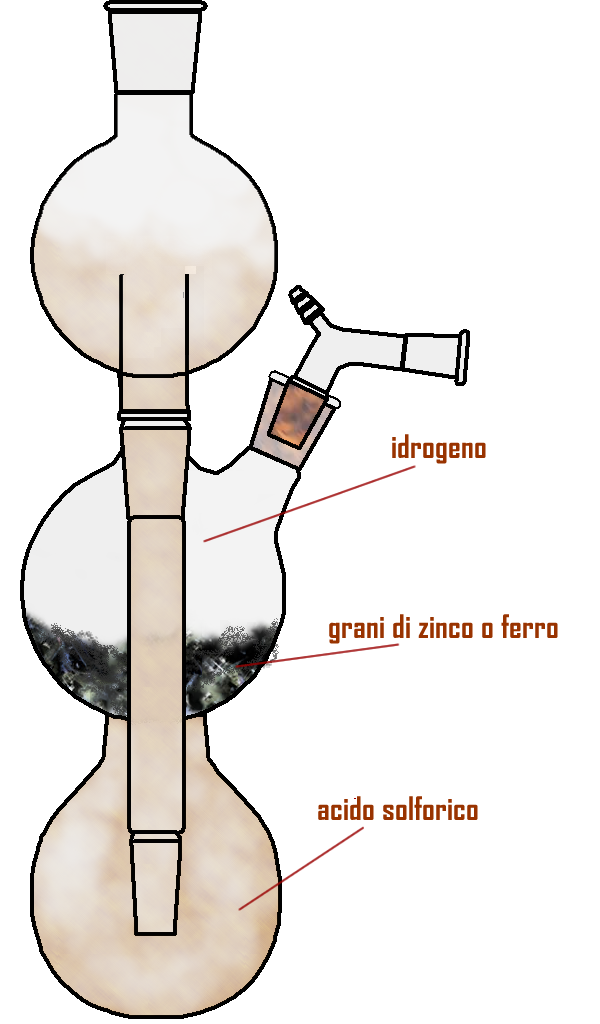
Apparecchio di Kipp

L'apparecchio di Kipp, concepito dal chimico olandese Petrus Kipp (1808 - 1864), permette in generale di ricavare in gran quantità i vari gas che si sviluppano sfruttando un'opportuna reazione chimica tra una soluzione acquosa acida e un solido (elemento o composto) insolubile. Viene usato principalmente per ottenere idrogeno, acido solfidrico e anidride carbonica.

## Struttura e funzionamento
L'apparecchio di Kipp è formato da tre settori, indicati di seguito con i numeri 1, 2 e 3. Gli ambienti 2 e 3 sono in comunicazione tra di loro, così come i settori 1 e 3. In 2 vengono inseriti dei grani di zinco o ferro, se si vuole ottenere idrogeno gassoso, oppure dei pezzi di solfuro di ferro(II) o del solfuro di zinco, se il prodotto che si vuole ottenere è l'acido solfidrico.
Nella sfera 1 viene versata una soluzione di acido cloridrico al 20-25% (ma un qualsiasi altro acido forte va ugualmente bene, purché se ne consideri il costo e la pericolosità) fino a che questo non sommerge completamente il solido entro la zona 2. Quando il rubinetto collegato con il recipiente 2 è chiuso, la pressione dell'idrogeno che si sviluppa in base alla reazione:
Zn + 2HCl → ZnCl2 + H2↑
o dell'acido solfidrico (H2S) chi si produce dalle reazioni:
2HCl + ZnS → ZnCl2 + H2S↑
2HCl + FeS → FeCl2 + H2S↑
per l'anidride carbonica la reazione, partendo dal carbonato di calcio, è la seguente:
CaCO3 + 2HCl → CaCl2 + CO2↑ + H2O
(a seconda del tipo di composto che si impiega) spinge la soluzione di acido verso il basso, fino a svuotare completamente la sezione 2. Ciò produce l'arresto della reazione chimica (in quanto non si ha più il contatto tra i reagenti). Quando invece o l'idrogeno o l'acido solfidrico prodotti vengono estratti dall'apparecchio la soluzione di acido risale nella sezione 2, bagnando il reagente solido e facendo riprendere la reazione, che continuerà senza sosta fino a che la pressione del gas prodotto non spingerà nuovamente l'acido verso il basso o non si sarà consumata tutta la carica di metallo o di solfuro di ferro II o di solfuro di zinco.